# Monimia ovalifolia
Monimia ovalifolia är en tvåhjärtbladig växtart som beskrevs av Thou.. Monimia ovalifolia ingår i släktet Monimia och familjen Monimiaceae. Inga underarter finns listade i Catalogue of Life.